# شریف‌آباد (بیجار)
شریف‌آباد روستایی در دهستان خورخوره بخش مرکزی شهرستان بیجار استان کردستان ایران است.

## جمعیت
بر پایه سرشماری عمومی نفوس و مسکن در سال ۱۳۹۵ جمعیت این مکان ۶۵ نفر (۲۳خانوار) بوده‌است.